# 佐々木北涯
佐々木 北涯（ささき ほくがい、慶応2年1月1日（1866年2月15日） - 大正7年（1918年）5月15日）は、日本の俳人。

## 経歴
秋田藩佐竹領山本郡鵜川村に生まれる。父の正綱、祖父の政茂も、ともに俳人である。明治11年（1878年）、13歳で児玉湖北の四教堂塾に入り、四書五経を学ぶ。
明治26年（1893年）、能代の句会で、後に俳壇において長い付き合いとなる島田五空と出会う。明治27年（1894年）、新聞「日本」に正岡子規が書いた俳論に触発され日本派の俳句を学ぶようになり、翌年には五空にも日本派の俳句を勧めている。明治30年（1897年）五空らの有志と北斗吟社を設立、俳誌「北斗」を発刊し、高浜虚子に選評を依頼した。
明治31年（1898年）8月、石井露月と初めて会い、以来露月は北斗吟社の句会に出るようになり、交友を重ねる。明治33年（1900年）には、五空、露月とともに俳誌「俳星」を創刊した。北涯はのちに同誌の選も担当するようになった。
更に明治36年（1903年）8月、秋田市における第1回全県俳句大会にて秋田正風派の安藤和風とも直接知り合う。また、このころから、赤木格堂、虚子、河東碧梧桐、平福百穂らの訪問を受け、交友を持った。
一方で、明治36年（1903年）、秋田県会議員にも当選。4期連続で県議を務め、この間、奥羽、関東、北海道各地の農事を視察し、熱心に農事研究を行っている。
大正7年（1918年）、能代にて病歿した。

## 註釈
1. ↑  慶応2年10月1日（1866年11月7日）生まれであるとの説もある（『秋田人名大事典』p.261）。
2. ↑  それまで秋田の俳人は、露月が秋田の人であることを知らなかったようである（『秋田の先覚 2』p.165）。
3. ↑  秋田県内の俳壇において、当初は互いの俳誌上で相手方を批判するなど対立しあった日本派と秋田正風派であるが、明治30年代後半にはその対立も解消、交流を深めていった（『秋田大百科事典』p.41）。

## 参照元
1. 1 2 3 4 5 6 7 8 9 10 11  『秋田人名大事典』p.261
2. 1 2 3 4 5 6  『秋田大百科事典』p.367
3. ↑  『秋田の先覚 2』p.165